# 陈寺水库
陈寺水库是中国广西壮族自治区来宾市境内的一座水库，位于红水河支流南泗河上，建于1960年。水库正常库容为853万立方米，集雨面积为54平方千米，海拔为91.53米。